# Eugenia tamaensis
Eugenia tamaensis är en myrtenväxtart som beskrevs av Julian Alfred Steyermark. Eugenia tamaensis ingår i släktet Eugenia och familjen myrtenväxter.
Artens utbredningsområde är Venezuela. Inga underarter finns listade i Catalogue of Life.